# Domantas Šimkus
Domantas Šimkus (ur. 10 lutego 1996) – litewski piłkarz grający na pozycji środkowego pomocnika w Hamrun Spartans.

## Kariera
Karierę piłkarską rozpoczął w Narodowej Akademii Piłkarskiej.  23 stycznia 2012 zadebiutował w reprezentacji Litwy U-17 w meczu przeciw Rosji U-17. 26 czerwca 2013 zadebiutował w meczu U-19 przeciw Łotwie U-19. 1 lipca 2013 zmienił klub na Aalborg FK, w którym przebywał 2 lata. 16 czerwca 2015 zagrał w meczu reprezentacji Litwy U-21 przeciw Andorze. 1 lutego 2016 został zawodnikiem Atlantasa Kłajpedy. 1 lipca 2018 przeszedł do Žalgirisu Wilno.  17 listopada 2018 zadebiutował w seniorskiej reprezentacji Litwy w meczu przeciw Serbii.